# „Dom Zdrojowy” w Żegiestowie Zdroju
„Dom Zdrojowy” w Żegiestowie Zdroju – zabytkowy modernistyczny budynek sanatoryjny w Żegiestowie Zdroju, wybudowany w latach 1925–1929 według projektu prof. Adolfa Szyszko-Bohusza. Wpisany w 2013 do rejestru zabytków województwa małopolskiego.

## Historia
W 1846 Ignacy Medwecki z Muszyny, w okolicy Żegiestowa odkrył w małym potoku źródło musującej, kwaskowatej wody. W trakcie dalszych poszukiwań natrafił na kolejne, większe źródło, które nazwał źródłem „Anna”, na cześć swojej żony. W 1857 po wykupieniu od miejscowych chłopów terenów przylegających do odkrytych źródeł, wybudował pierwsze dwa drewniane budynki, Dom Biały oraz Dom Szwajcarski. Utworzył tym samym samodzielną osadę, Żegiestów Zdrój oddaloną od Żegiestowa o ok. 2 km. Inwestor miał jednak problemy finansowe przy tworzeniu uzdrowiska. Wzmiankę o tych problemach znajdujemy w opisie Żegiestowa. 

Żegiestów jest to zdrojowisko, podobne do pączka, które mogło i powinno by zakwitnąć, gdyby majątek dziedzica tego pięknego miejsca, J.P. Medweckiego, odpowiadał jego najlepszym chęciom. Wtedy zapewne doczekalibyśmy się też błogich owoców jego usiłowań, a on należnej za nie nagrody.

Pierwotnie woda ze źródła „Anna” była wykorzystywana bezpośrednio do kuracji pitnych oraz kąpieli leczniczych w nowo powstałym Zakładzie Zdrojowym. Wokół źródła „Anna” na miejscu dawnych drewnianych budynków Domu Białego i Domu Szwajcarskiego, został wybudowany w 1877 pierwszy Dom Zdrojowy. Powstały też nowoczesne łazienki mineralne, wyposażone w wanny systemu Schwartza, które wykorzystywały parę wodną do podgrzewania kąpieli leczniczych. Było to nowatorskie rozwiązanie w XIX-wiecznej balneoterapii. Budynek ten funkcjonował jako centrum uzdrowiska, do czasu wybudowania Nowego Domu Zdrojowego. 
W 1906 roku uzdrowisko zostało wykupione przez Michała Żygulińskiego oraz Stanisława Więckowskiego wraz z żoną Wiktoryną. I wojna światowa zrujnowała cześć budynków uzdrowiska a dwa uległy spaleniu. W konsekwencji doprowadziło to do zamknięcia uzdrowiska w 1918.  
Powstała 11 grudnia 1920 spółka „Żegiestów Zdrój” na czele której stanął Jędrzej Krukierek, odbudowała uzdrowisko. W latach 1925–1929 wybudowano Nowy Dom Zdrojowy, wg projektu prof. Adolfa Szyszko-Bohusza. Wnętrza były wykończone i wyposażone w najwyższym ówczesnym standardzie. Jak się okazało miał on jednak wady, płaski dach, izolowany jedynie lepikiem podczas opadów przeciekał, problemem było też usuwanie z niego śniegu. Kuracjusze narzekali na małe balkony i brak windy. Budowa budynku podniosła standard uzdrowiska, ale miała też zdaniem niektórych negatywny wpływ na otoczenie. Krytykowano postawienie w poprzek doliny tak dużego budynku, który odcinał zarówno drogę dojazdową jak i całkowicie uniemożliwiał rozwój zabudowy w jej dalszej części. W efekcie jednak dolina stała się zielonym zapleczem Nowego Domu Zdrojowego i traktem prowadzącym do zdroju Anna. 
Dalszy rozwój uzdrowiska zniweczył wybuch II wojny światowej. W czasie wojny w Nowym Domu Zdrojowym mieściła się kwatera młodzieży z Hitlerjugend, szpital wojskowy, który funkcjonował w latach 1941–1943 oraz szkoła policyjna SS. Urządzenia leczniczo-zabiegowe skradziono, kilka budynków zburzono, zaś pozostałe uległy zniszczeniu. To, czego nie zabrali okupanci, rozgrabione zostało przez ludność z okolicznych polskich i słowackich wsi. 
W 1947 uzdrowisko zostało upaństwowione. Wyremontowany obiekt zaczął działać w 1950. Dokonano rozbudowy zaplecza i przeprowadzono kolejne remonty. Wówczas budynek otrzymał drewnianą szczytową osłonę z napisem „Sanatorium Dom Zdrojowy”
W latach 90 XX w. uzdrowisko podupadło, a budynki uzdrowiskowe w tym Dom Zdrojowy i pijalnia wody Anna zostały zdewastowane. Wynikało to głównie z ciągnącej się przez wiele lat sprawy sądowej o zwrot zawłaszczonych po 1945 roku budynków między spadkobiercami dawnych właścicieli a zarządem uzdrowiska. 

## Pijalnia zdrojowa "Anna"
Pijalnia zdrojowa "Anna" usytuowana jest w wąwozie u stóp góry, około 350 m za Domem Zdrojowym. W trakcie zabezpieczania odkrytego w 1846 źródła, Medwecki odkrył obok głównego wypływu jeszcze dwa inne i obudował je w dwa osobne ujęcia, tworząc prowizoryczną pijalnię. Jednemu z odkrytych źródeł nadał imię swojej żony – Anna, drugie otrzymało imię córki  – Antonina a trzecie miało nazwę Maryja, nadaną wcześniej przez okoliczną ludność. W 1847 wody zostały przebadane przez prof. Karola Fryderyka Mohra z Instytutu Technicznego w Krakowie. Wyniki badań określały żegiestowskie wody jako najsilniejsze europejskie szczawy żelaziste. Początkowo woda służyła do kuracji pitnych oraz kąpieli leczniczych. W 1849 Medwecki rozpoczął butelkowanie wody i jej sprzedaż w większych miastach Galicji i Królestwa Polskiego. W 1868 jego syn Karol, zlecił wykonanie nowych badań wód mineralnych doc. dr. Adolfowi Aleksandrowiczowi z Uniwersytetu Jagiellońskiego. Po dokonaniu analizy chemicznej źródeł wód mineralnych, stwierdził on, że ich skład jest podobny i zalecił połączyć źródła Anna, Maria i Antonina w jedno ujęcie. Źródła zostały obudowane w jedno blokami granitowymi sprowadzonymi z Węgier i zadaszone altanką z nazwą źródło Anna. W 1877 powstała pijalnia wody z marmurową mozaiką na obudowie źródła. Po II wojnie w 1945 wybudowano nowy budynek pijalni. Pijalnia wody Anna została zamknięta w 2003. W 2022 roku została odrestaurowana i ponownie oddana do użytku przez spółkę Cechini. Prace modernizacyjne objęły wymianę dachu, remont elewacji kamiennej wnętrza oraz wymianę instalacji.  

### Charakterystyka budynku
Budynek składa się z: części pijalni z ujęciem wody mineralnej przykrytym dachem drewnianym wielospadowym oraz dobudowaną częścią rekreacyjną służąca do spacerów i konsumpcji wody mineralnej. Jest budynkiem w kształcie litery L o wymiarach 32 m x 12 m i 12 m x 16 m.   
Parametry: powierzchnia zabudowy: 666 m², użytkowa: 532 m²,  kubatura: 1.550 m².  

### Charakterystyka źródła
Samowypływ szczelinowy, wydobywający się z ujęcia o głębokości około 1,2 m (pierwotnie 60 cm). Jest to 0,26% szczawa wodorowęglanowo‑wapniowo‑magnezowo‑żelazista, o zawartości wolnego dwutlenku węgla 2837 mg/dm³, temp. 8,4 °C i odczynie pH 5,9.  

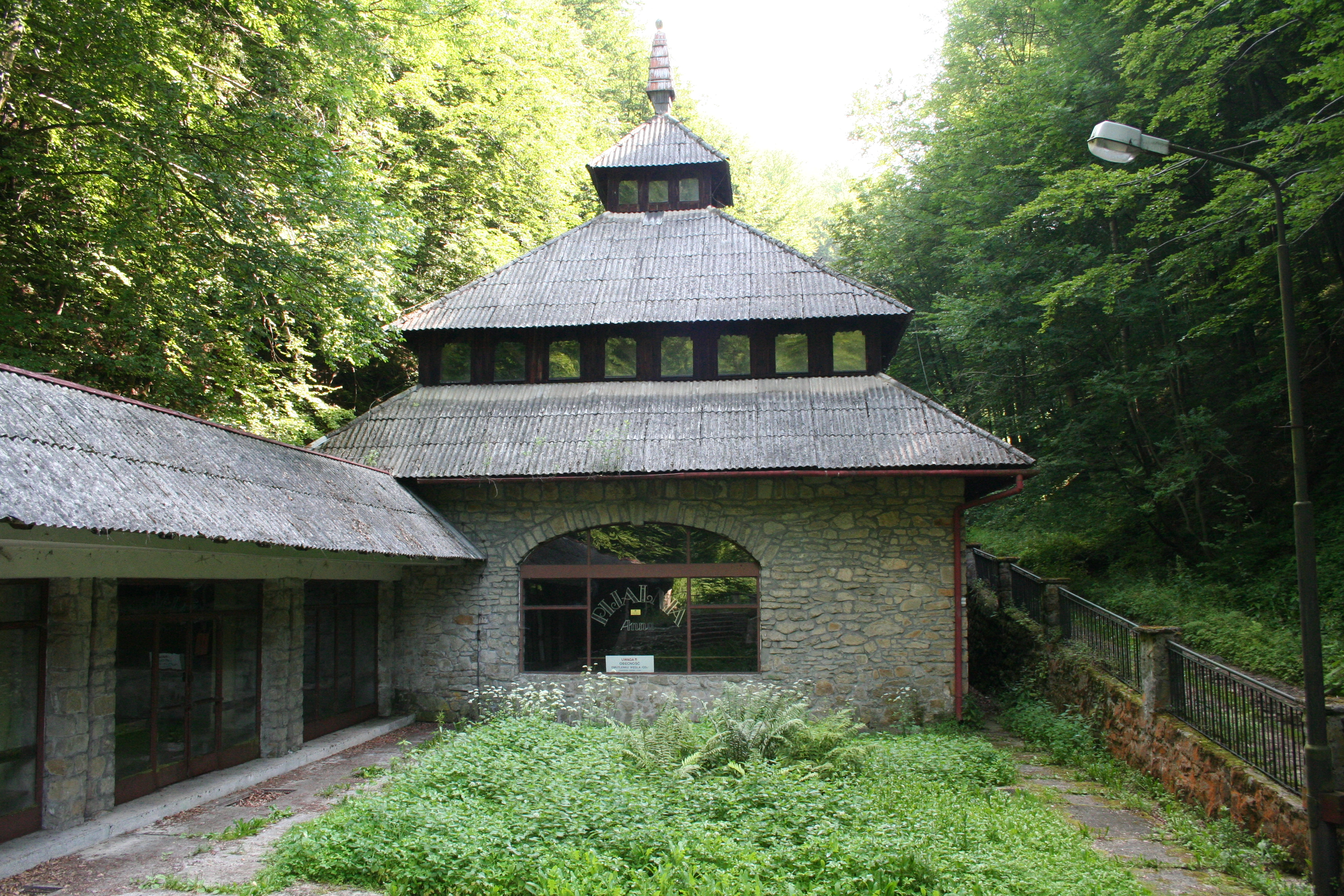
Źródło Anna (2009)
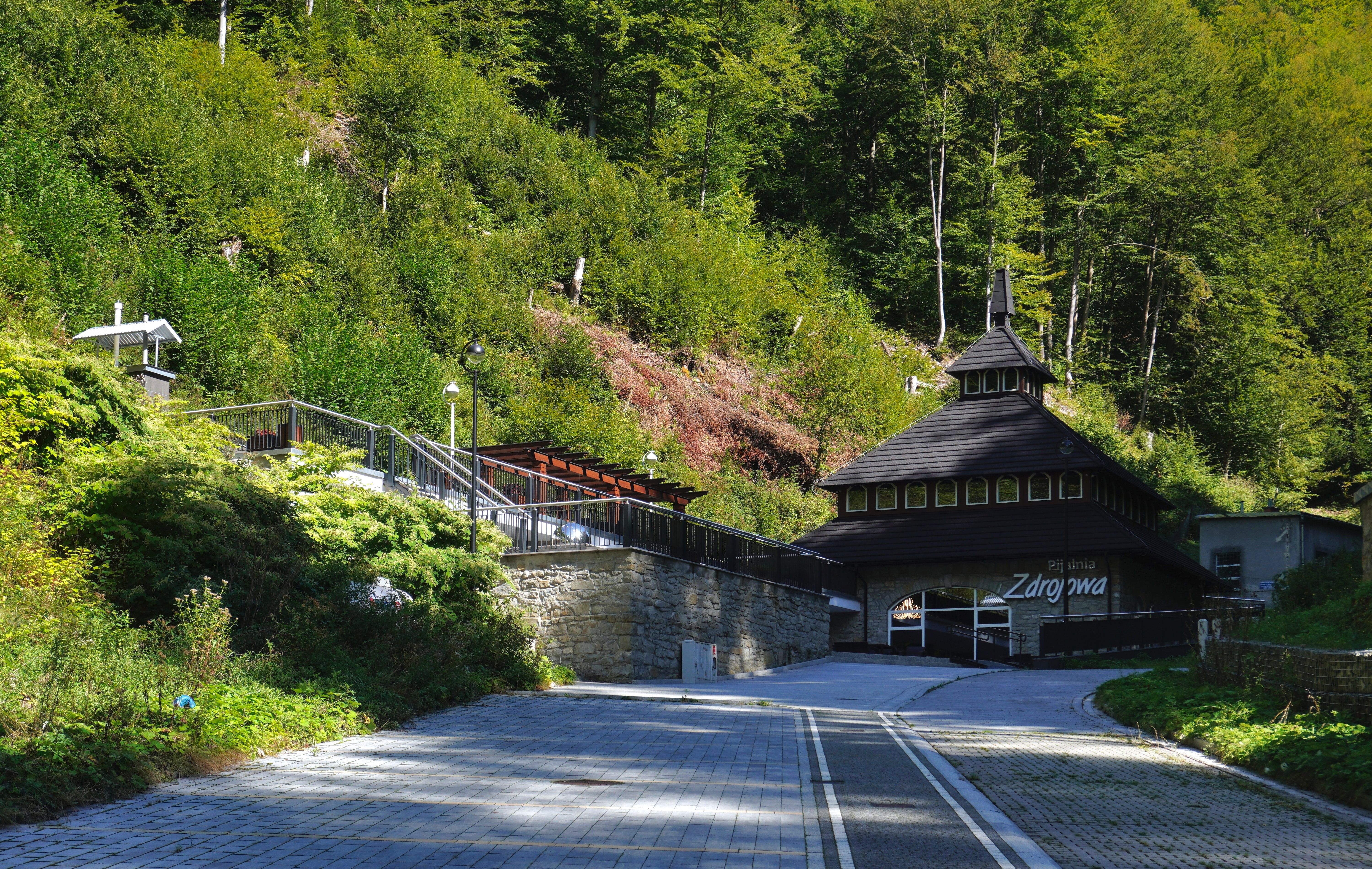
Pijalnia Anna. (2023)
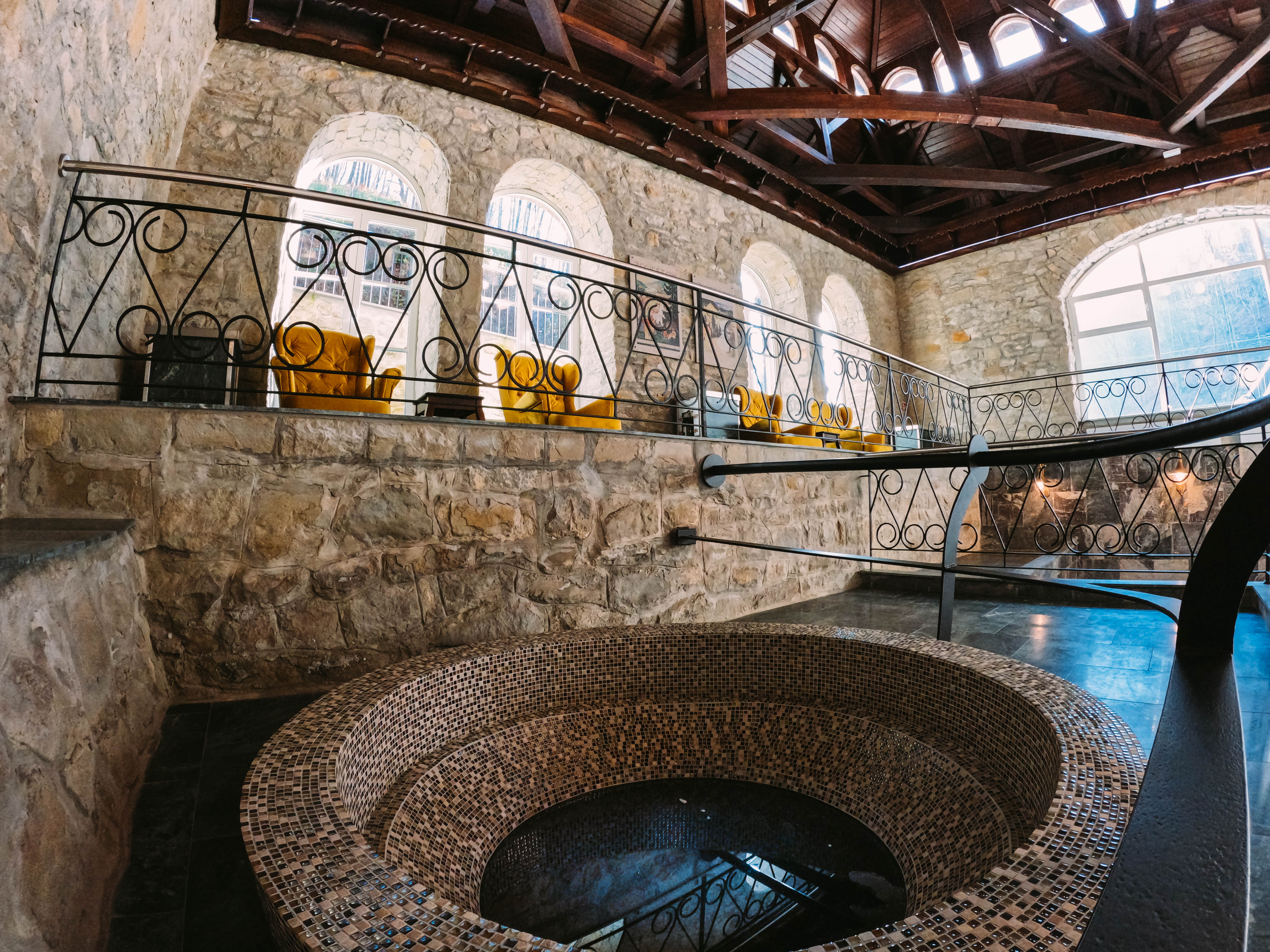
Pijalnia Anna, wnętrze

## Sprawa spadkowa
W latach 1947–1949 spadkobiercy Spółki „Żegiestów Zdrój” z okresu międzywojennego rozpoczęli starania o odzyskanie majątku. Po odrzuceniu wniosku spółki przez Sąd Grodzki w Muszynie, Okręgowy Urząd Likwidacyjny w Krakowie i Prokuraturę Generalną, sprawa zakończyła się  odrzuceniem roszczeń. Część z przejętych przez państwo budynków trafiła pod zarząd Ministerstwa Zdrowia, a pozostałe w tym Dom Zdrojowy  przejęło Państwowe Przedsiębiorstwo Uzdrowisko Krynica – Żegiestów, zmieniając jego nazwę na Sanatorium Dom Zdrojowy. W dniu 28 czerwca 1990 złożone zostało przez część spadkobierców do Pełnomocnika do Spraw Reprywatyzacji zastrzeżenie w sprawie nieformalnego przejęcia przez państwo majątku spółki. Spadkobiercy przedwojennej spółki w 2001 za pośrednictwem kuratora powołanego przez Sąd Okręgowy w Nowym Sączu, złożyli wniosek o stwierdzenie nieważności decyzji o nacjonalizacji majątku spółki w 1948.17 marca 2005, minister zdrowia wydał decyzję unieważniającą akt przejęcia majątku Spółki przez Skarb Państwa. Od tej decyzji odwołała się Spółka Akcyjna Uzdrowisko Krynica – Żegiestów. W kolejnych latach sprawa trafiała do kolejnych instancji sądowych.18 października 2012 Naczelny Sąd Administracyjny podtrzymał decyzję ministra zdrowia. Przejęcie majątku przez spadkobierców odbyło się w 2015.

## Renowacja
W 2015 prywatny inwestor, rodzina Cechini wykupiła obiekty uzdrowiska od spadkobierców ostatniego właściciela, Jędrzeja Krukierka.

- To najpiękniejszy budynek zaprojektowany przez profesora Adolfa Szyszko-Bohusza. Ten budynek można porównać do studni. Gdy go zamknięto, powoli upadały kolejne. Wierzę, że po jego remoncie i otwarciu uzdrowisko znów ożyje. Taki jest mój cel - powiedział w 2015 roku tuż po przejęciu Domu Zdrojowego

Modernizacja i renowacja budynku rozpoczęła się w 2019. Po 6 latach odnowiono wnętrze zabytkowego budynku i elewację. Odrestaurowany pod nadzorem konserwatora zabytków, budynek został również unowocześniony (w zakresie uzyskanych pozwoleń) i 1 maja 2025 roku przyjął pierwszych kuracjuszy.

## Stan obecny
Dom Zdrojowy obecnie składa się z dwóch części: budynku głównego oraz z budynku przyrodo – leczniczego. Budynek główny mieści: hol główny, recepcję, kawiarnię, salę koncertową, jadalnię wraz z kuchnią, reprezentacyjną klatkę schodową, pokoje dla kuracjuszy, a budynek przyrodo – leczniczy: pokoje zabiegowe ” suche” i „mokre” , basen rehabilitacyjny oraz pomieszczenia techniczne. Kuracjusze mogą skorzystać z nowoczesnych metod leczenia, balneoterapii, hydroterapii, kinezyterapii, krioterapii, termoterapii, fizykoterapii oraz fototerapii.
W uzdrowisku prowadzone jest leczenie m.in. w kierunkach: choroby układu trawienia, choroby reumatologiczne, choroby nerek i dróg moczowych.

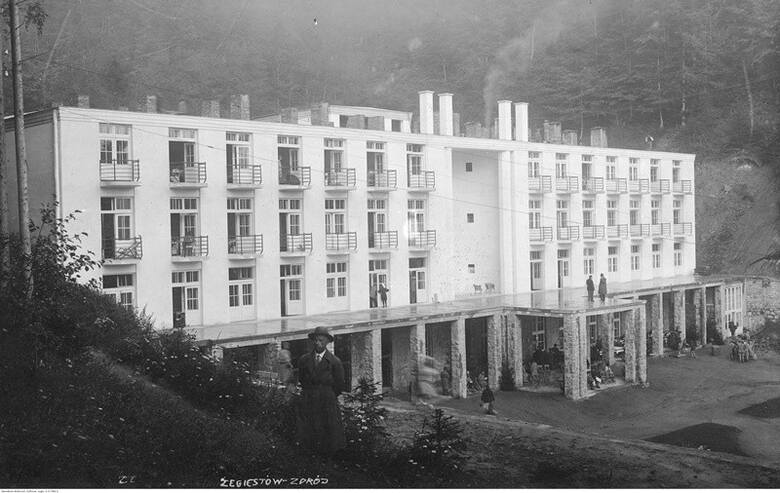
Dom Zdrojowy w Żegiestowie w 1930.
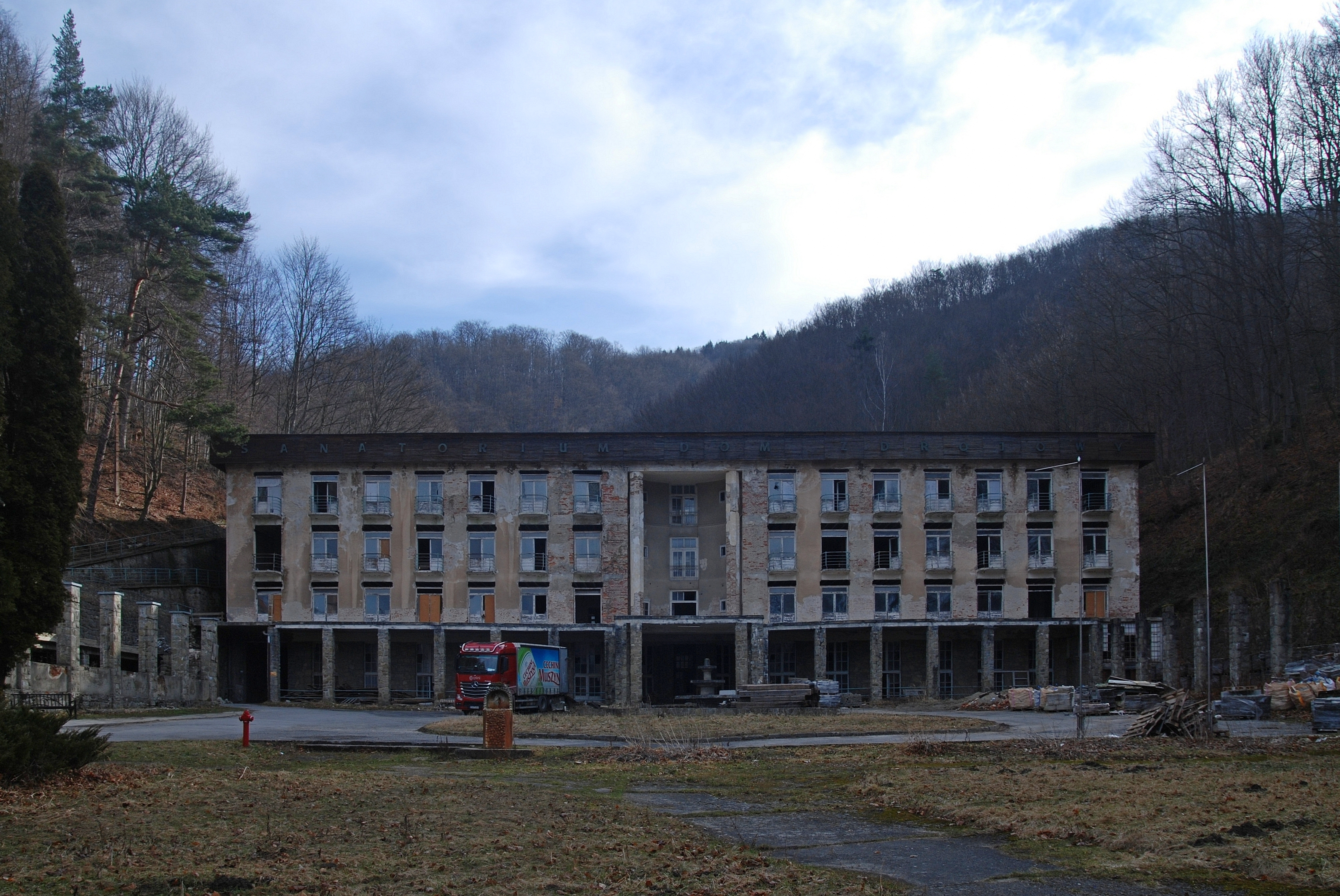
Dom Zdrojowy przed remontem, z napisem „Sanatorium Dom Zdrojowy” w 2015.
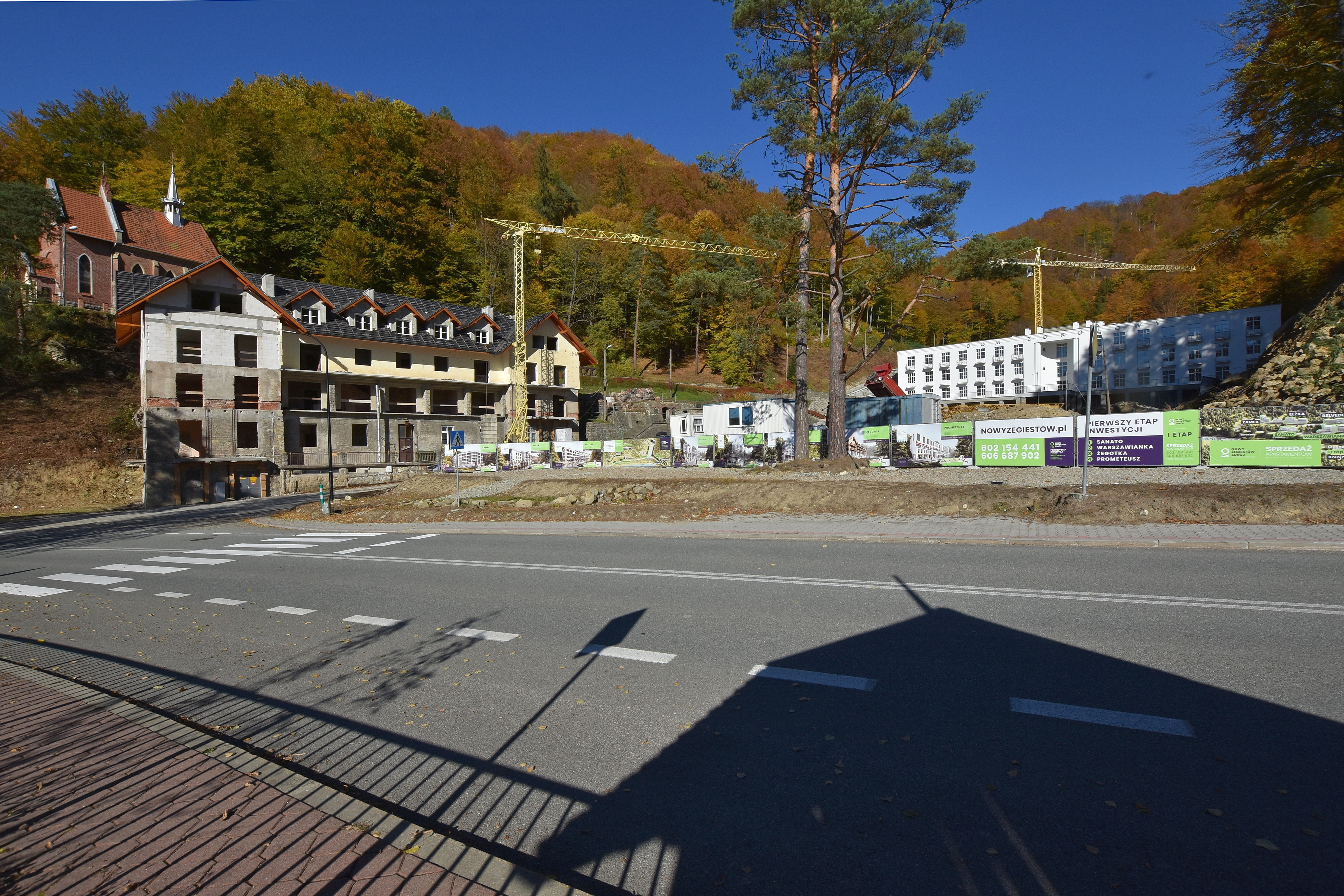
Panorama Domu Zdrojowego w czasie renowacji.

### Dane techniczne budynku
- powierzchnia zabudowy: 1 690 m²,
- powierzchnia użytkowa budynku: 3 453 m²,
- kubatura budynku: 22 140 m³[1].